# Степовое (Степовой сельский совет)
Степовое (укр. Степове) — село на территории Николаевской сельской общины Днепровского района Днепропетровской области Украины.
Код КОАТУУ — 1221487201. Население по переписи 2001 года составляло 669 человек.

## Географическое положение
Село Степовое находится между реками Сухая Сура (3 км) и Мокрая Сура (5 км).
По селу протекает пересыхающий ручей с запрудой.
Рядом проходит автомобильная дорога Т-0430.